# جیمی (خواننده)
پارک جی-مین (به انگلیسی: Park Ji-min) (زاده ۵ ژوئیه ۱۹۹۷) خواننده، ترانه‌سرا، مجری تلویزیون اهل کره جنوبی است.